# Скоп Лев Андрійович
Лев Андрійович Лазор-Скоп (нар. 9 квітня 1954, м. Львів) — український мистецтвознавець, художник-реставратор, іконописець, викладач Львівської академії мистецтв (до 2013), учасник Євромайдану, поет, музикант (учасник музичного гурту «Чорна Дебра»), учасник творчого об‘єднання «Кактус», провідний працівник музею «Дрогобиччина»; багаторічний дослідник дрогобицької дерев'яної церкви Св. Юра. Мешкає у Дрогобичі, працює художником-реставратором у відділі дерев'яної архітектури музею «Дрогобиччина».

## Діяльність
Упорядкував науковий збіник «Дрогобицькі храми Воздвиження та св. Юра у дослідженнях», присвяченого пам'яті дослідника української церковної культури патріарха УАПЦ Дмитрія (Яреми). У збірнику подані матеріали досліджень дрогобицьких дерев'яних церков XV—XVII століть
Автор досліджень з історії українського мистецтва, серед яких: «Маляр ікони „Богородиця Одигітрія“ з Мражниці» (2004), «Майстер мініатюр Пересопницького євангелія — Федуско, маляр з Самбора» (2011). Перша збірка лірики автора «Сон в електричці на межі півсвідомості» вийшла у 2005. У 2013 виходять збірка «Ти було» та «Новий день — старі сліди».
Як зазначає дослідниця Тетяна Думан:
|  | «Поезію Левка Скопа складно аналізувати. Її можна охарактеризувати, як вірші із загубленим змістом, та яскравими образами сумбурними і настроєвими. Віршовані тексти доведені до абсурду… хоча серед хаосу слів та ідей вишукує нові форми і змісти, а в своєрідному віршованому дуркуванні розкриває глибинну філософію буття». |

У 2011 році мистецтвознавець Лев Скоп у своїй монографії, вказав на авторство мініатюр і орнаментального оздоблення «Пересопницького Євангелія» майстра Федуска зі Самбора.
З 2020 року — член партії «Європейська солідарність».

## Дослідження дрогобицьких храмів
Понад 25 років Левко Скоп присвятив своє життя, щоб зберегти і дослідити для нащадків головну Святиню Дрогобича — церкву Юра. Не перший раз іконописець зізнавався, що його надихають дрогобицькі дерев'яні храми і вони унікальні. Чим? Як висловився, то: «Тим, що це є пам'ятки, які творять феномен української культури в контексті інших національних культур Європи. Іще тим, що, власне, притаманно українцям — це синтез молитви і твору. Тому що так є. Це притаманно молитовним націям, притаманно самодостатнім націям. Так, до прикладу, в Росії — в Петербурзі, архітектурні пам'ятки і малярство виконували виключно майстри з Італії і Франції. Тоді годі шукати в таких містах феномену національної культури.»

## Праці
- Церква св. Юра в Дрогобичі 15 — 18 ст.: нові дослідження. — «Пам'ятки архітектури і монументального мистецтва в світлі нових досліджень», К., 1996 р., С. 81—82.
- Нові дані про художнє життя дрогобицьких іконописців 16 — 18 ст. — «Сакральне мистецтво Бойківщини», Дрогобич, 1997 р., С. 83—85.
- Монастир Святого Онуфрія у Львові: сьомі наукові драганівські читання / Музей «Дрогобиччина»; упоряд. Л. Скоп. — Львів: Місіонер, 2007. — 303 c. — (Серія «Драганівські читання»; вип. 7). — ISBN 978-966-658-123-8 (7-мі читання). — ISBN 978-966-658-122-1 (повне зібрання).
- Майстер мініатюр Пересопницького Євангелія — Федуско, маляр зі Самбора / Лев Скоп; Музей «Дрогобиччина», Творче об'єднання «Кактус». — Дрогобич: Коло, 2011. — 80 с. — ISBN 978-966-2405-81-1.

## Особисте життя
Був одружений з Тетяною Думан, вдівець.

## Галерея

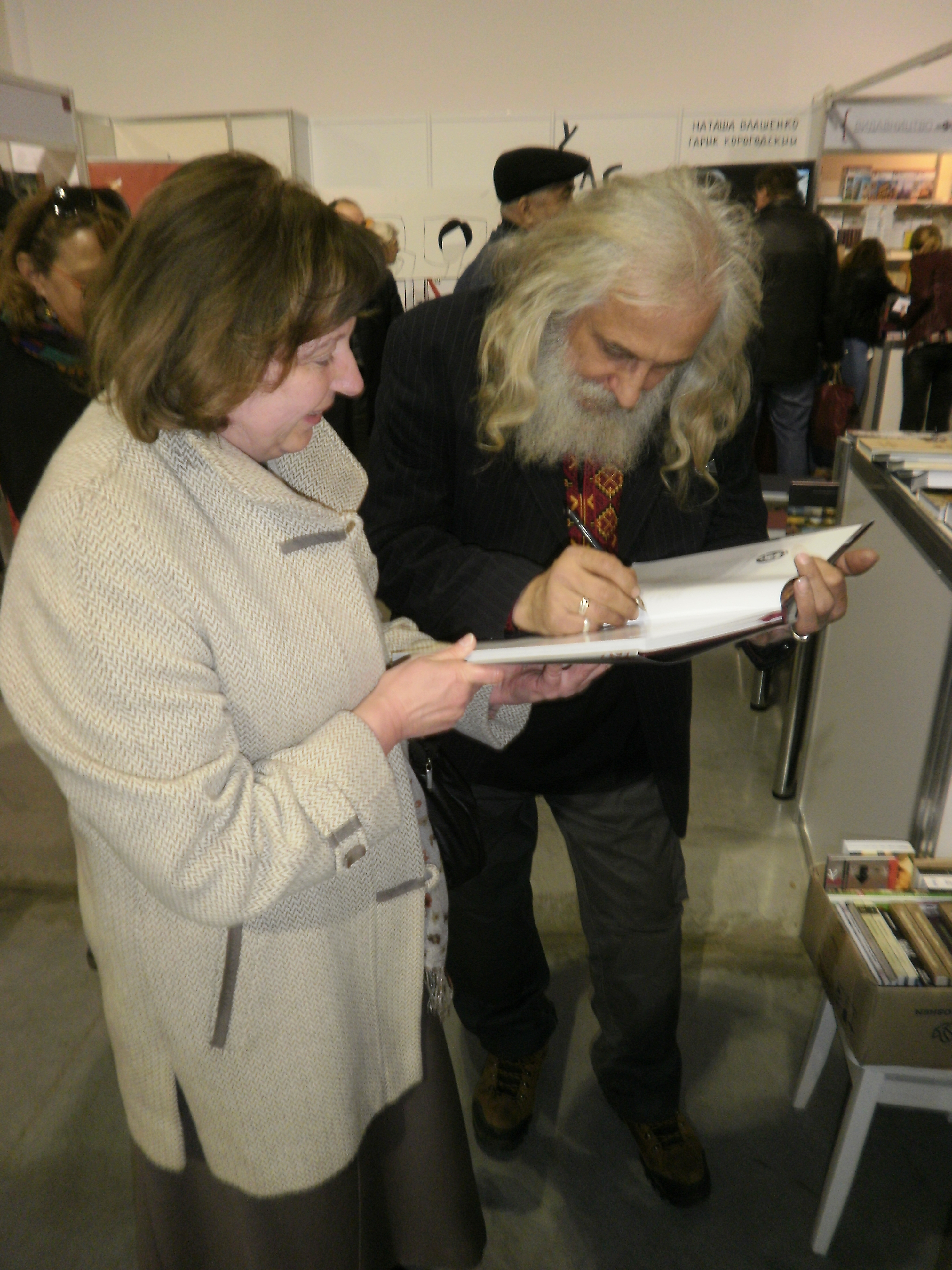
На Книжковому арсеналі 2015 року
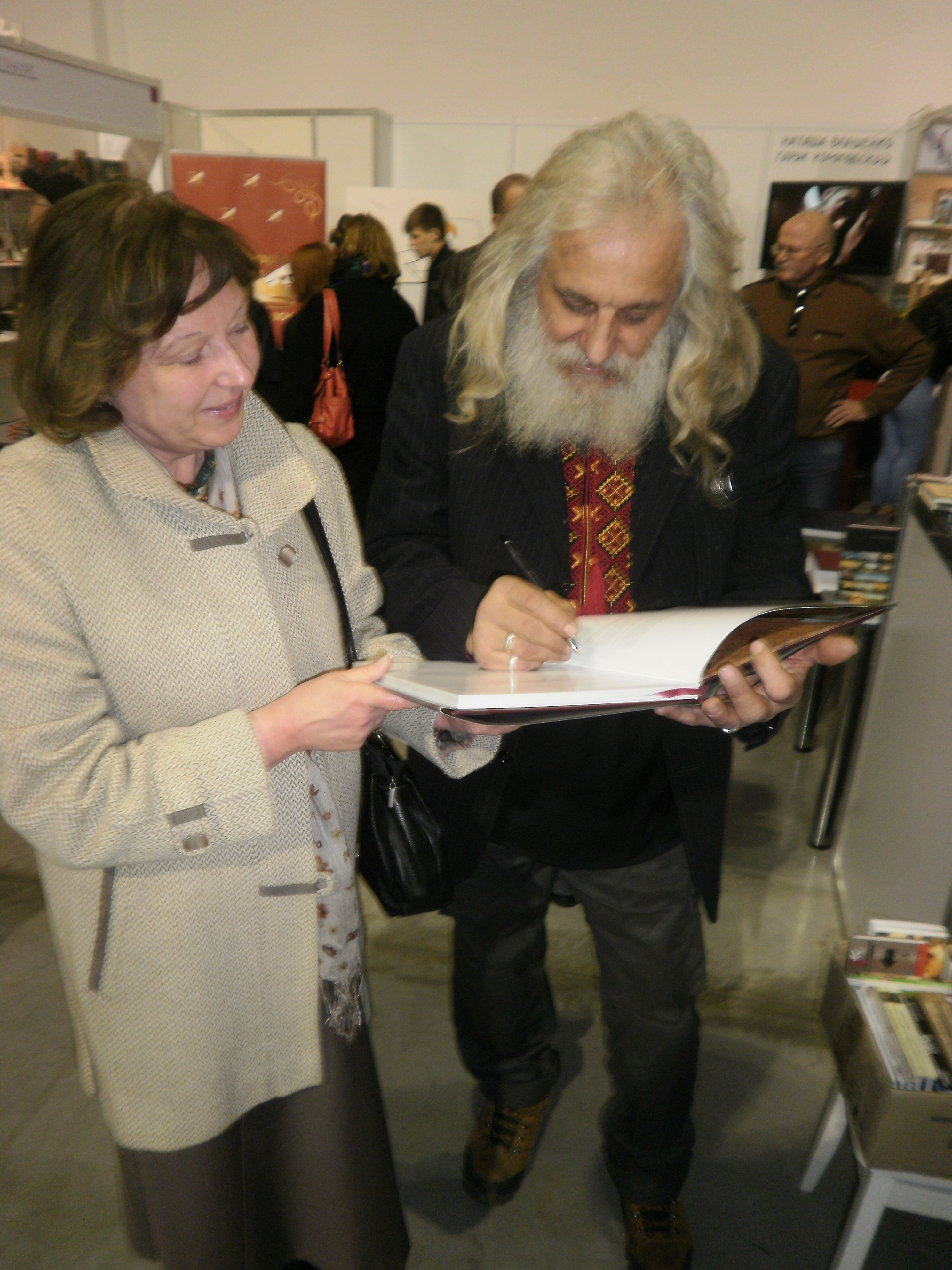
На Книжковому арсеналі 2015 року
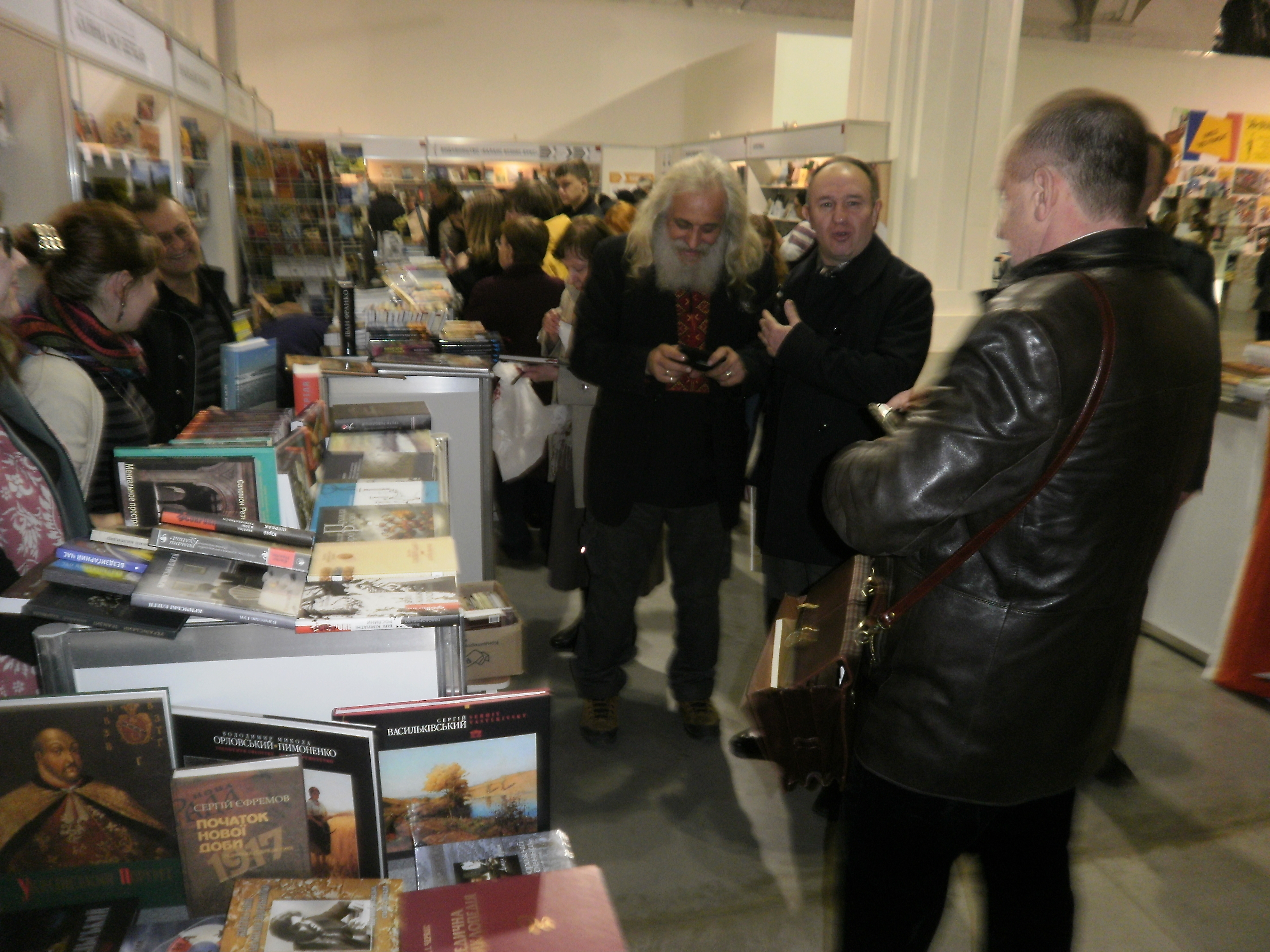
На Книжковому арсеналі 2015 року
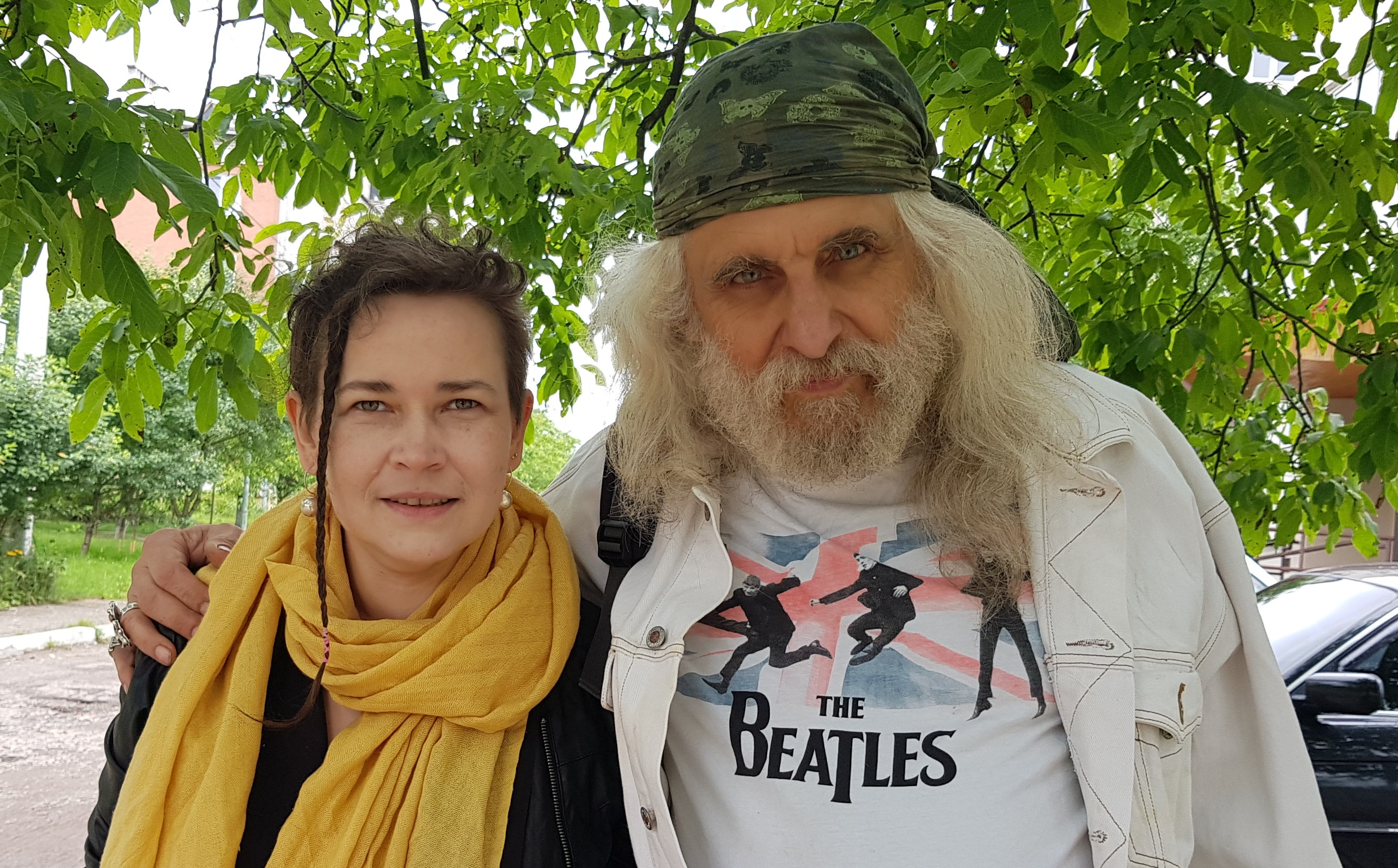
Із дружиною Тетяною Думан-Скоп